# Warner Music Italy
A Warner Music Italy (originalmente conhecida como WEA Italiana) é a divisão italiana do Warner Music Group, gravadora de artistas da Itália e  e internacionais. Está presente no país desde 1975, quando foi criada por Massimo Giuliano.
A gravadora foi fundada em 1975 sobre o nome de WEA Italiana, pertencente ao grupo Warner Communications, que há alguns anos vinha apoiando a distribuição da Dischi Ricordi, na qual em seguida, fez a distribuição de discos para a Kinney International, e então a Warner Communications adquiriu a CGD.

## Artistas

### Nacionais
- Anansi
- Annalisa
- Mango
- Danilo Sacco
- Max Pezzali
- Luciano Ligabue
- Laura Pausini
- Nek
- Marco Carta
- Arisa
- Irene Grandi
- Baustelle
- Pooh
- Vinicio Capossela
- Fabrizio Moro
- Caponord
- Tony Colombo
- Litfiba
- Lùnapop/Cesare Cremonini
- Giordana Angi
- Carlo Alberto di Micco
- Simona Molinari

## Selos
- Warner Bros. Records
- Warner Music Group